# Ansambel Vrtnica
Ansambel Vrtnica je nekdanji narodnozabavni ansambel iz Nove Gorice.
Ustanovljen je bil leta 1988.

## Člani
Ansambel je začel kot instrumentalni trio v zasedbi: Andrej Plesničar (diatonična harmonika), Boris Plesničar (kitara) in Branko Jan (bas kitara, orgle in saksofon).
Kmalu so se jim pridružili tudi vokali.
Najprej pevec Vasilij Brecelj leta 1989, ki je ostal v ansamblu vse do konca skupnega nastopanja, potem pa še pevke: Majda Kosovel (do leta 1994), Tatjana Mihelj (od leta 1994 do 1997), Florjana Lampe Žgavec (od 1998 do 1999), in nazadnje še Valentina Vidmar.
Podobno so se menjavali tudi basisti: prvega Zlatka Jana je nadomestil Bojan Planinšček (do leta 1994), potem Blaž Žgavec (od 1995 do 2000) in nazadnje Rajko Velikonja.

### Zadnja zasedba
Pred razpustitvijo leta 2002 so ansambel sestavljali: Andrej Plesničar, Boris Plesničar, Branko Jan, Vasilij Brecelj, Valentina Vidmar in Rajko Velikonja.
Nekateri člani ansambla so svojo glasbeno pot nadaljevali v drugih skupinah: v ansamblih Javor in Hram.

## Delovanje
Najbolj razpoznaven znak Ansambla Vrtnica je bil ton saksofona, ki je dajal značilno barvo njihovim skladbam.
Člani so nastopali v gorenjski ljudski noši.
Njihov prvi nastop je bil v Benečiji na Silvestrovo leta 1988.
Sodelovali so na več festivalih narodnozabavne glasbe, kjer so v začetku devetdesetih poželi lepe uspehe.
Prisotni so bili na različnih radijskih in televizijskih postajah, posneli pet samostojnih albumov in nekaj videospotov.
Veliko so nastopali na Primorskem in v zamejstvu, gostovali pa so tudi v Nemčiji, Švici, na Švedskem in pri naših izseljencih v Kanadi.
Leta 2002 je ansambel sporazumno prenehal delovati.
A tudi po uradni razpustitvi so se člani ansambla občasno še zbrali na odru.
Na 15. obletnici Ansambla Javor so tako leta 2017 spet nastopili skupaj.
Ansambel je napovedal nastop na glasbenem večeru v pričakovanju 50. Festivala narodno-zabavne glasbe v Števerjanu 2021.

## Glasbeni festivali

### Festival narodnozabavne glasbe Števerjan
- 1990: nagrada občinstva
- 1991: »Števerjan praznuje« (A. Plesničar / M. Jež)[6] – nagrada za najboljšo melodijo[7]
- 1993: »Brez skrbi si med prijatelji« (B. Rošker / S. Potrč)[8] – nagrada za najboljši ansambel festivala
- 1995: »Kadar Primorec potuje« (A. Plesničar / I. Sivec) – nagrada za najboljši ansambel festivala

### Festival narodnozabavne glasbe Vurberk
- 1992: »Naš Bric« (V. Jan / I. Sivec), »Ona sanja« (A. Plesničar / M. Jež) – 1. nagrada za izvedbo, nagrada predstavnikov radijskih postaj[9]
- 1993: »Brez skrbi si med prijatelji« (B. Rošker / M. Karba), »Spomin na dom« (A. Plesničar / V. Kranjc Kumprej) – nagrada za najboljšo pevsko izvedbo[10]

## Uspešnice
- »Na Trnovski planoti«
- »Spomin na dom«
- »Kadar Primorec potuje«

## Diskografija
- Ansambel Vrtnica – Vsi na žur (kaseta, 1991)[11]
- Ansambel Vrtnica – Vesele deklice (COBISS) (kaseta, Sraka, 1992)
- Ansambel Vrtnica – Zabavna ljubezen (COBISS) (COBISS) (kaseta in videokaseta, Racman, 1995)
- Ansambel Vrtnica (COBISS) (COBISS) (kaseta in CD, RTV Slovenija, 1997)
- Ansambel Vrtnica – Lepi trenutki (COBISS) (kaseta in CD, Zlati zvoki, 1999)
- Najlepše polke in valčki Ivana Sivca: 24 najlepših domačih (COBISS) (CD, RTV Slovenija, 1999)
- Med borovci v Števerjanu: valčki in polke števerjanskih festivalov 1971–2000  (COBISS) (COBISS) (kaseta in CD, RTV Slovenija, 2000)